# Zubenkî, Horol
Zubenkî (în ucraineană Зубенки) este un sat în comuna Novaciîha din raionul Horol, regiunea Poltava, Ucraina.

## Demografie
Componența lingvistică a localității Zubenkî
     Ucraineană (92,5%)
     Maghiară (2,5%)
     Rusă (2,5%)
     Belarusă (2,5%)
Conform recensământului din 2001, majoritatea populației localității Zubenkî era vorbitoare de ucraineană (92,5%), existând în minoritate și vorbitori de rusă (2,5%), maghiară (2,5%) și belarusă (2,5%).